# Amastus umber
Amastus umber är en fjärilsart som beskrevs av Rothschild 1909. Amastus umber ingår i släktet Amastus och familjen björnspinnare. Inga underarter finns listade i Catalogue of Life.